# Lies et passeries
Vous lisez un « article de qualité » labellisé en 2015.
Lire en ligne

(fr + es) Traité de 1856

Les lies et passeries (/li e pasəʁi/) sont des accords conclus de vallée à vallée sur l’ensemble de la chaîne des Pyrénées. Elles sont établies entre communautés montagnardes du même versant ou vivant de part et d’autre de la frontière franco-espagnole.
Les premières conventions écrites connues datent du XIIe siècle. Avant la formation des deux royaumes français et espagnol et l’instauration d’une frontière militaire et politique, c’est-à-dire avant le début du XVIe siècle, les lies et passeries sont des accords qui assurent en premier lieu la paix entre communautés, puis la jouissance indivise des pâturages d’altitude. Ces conventions pastorales déterminent les limites de territoires ainsi que les conditions d’utilisation des ressources et de circulation des troupeaux. Elles définissent également un ensemble de règles de police et de justice, garantissant l’application d’un seul et même droit des personnes sur le territoire considéré et engageant la responsabilité et la solidarité de la vallée. Ces conventions sont régulièrement renouvelées.
À partir du XVIe siècle, les lies et passeries se transforment et s’adaptent pour résister aux atteintes extérieures mettant en péril la paix des communautés et leur indépendance économique et politique. Ainsi, de nouvelles clauses viennent garantir la liberté de commerce et la solidarité face aux exactions de troupes de brigands ou de miquelets. Plus tard, alors que les guerres entre la France et l’Espagne utilisent la frontière comme terrain de confrontation, les vallées s’emploient à défendre leur neutralité dans des conflits qui ne les concernent pas, ou à en limiter les conséquences. La guerre de Succession d’Espagne, entre autres conflits troublant la zone pyrénéenne, donne l’occasion aux montagnards de démontrer leur opiniâtreté à demeurer en dehors du conflit et à revitaliser les antiques accords qui leur avaient, jusque-là, garanti un état de paix et un équilibre économique, malgré les ingérences centralisatrices des deux monarchies.
Les accords de lies et passeries sont toujours vivants. On en compte à la fin du XXe siècle une centaine dans les régions montagneuses de Navarre. De même deux faceries perpétuelles ont été consacrées par le traité des limites de 1856, entre l’Espagne et la France. Ce traité des limites a donné une assise juridique aux lies et passeries transfrontalières ; il définit leur portée et donne un nouvel outil aux communautés frontalières, qui leur permet d’évoluer en établissant des relations privilégiées hors du cadre des activités pastorales. Des exemples récents montrent le dynamisme potentiel du cadre fixé par le traité. Les États, incluant la principauté d'Andorre, se sont donné la faculté d’intervenir directement dans les processus de rapprochement des communautés frontalières soit au sein de l’ancienne commission internationale des Pyrénées datant de 1875, ou de la plus récente communauté de travail des Pyrénées de 1983.

## Étymologie
Les termes « lies » et « passeries » caractérisent deux aspects des accords entre vallées qui désignent respectivement l'« alliance » et la « paix ».
Selon Patrice Poujade, « lies » est la forme française de l'occitan ligas (de ligar, « lier ») ; de même « passerie » provient de l'occitan patzerias (de patz, la « paix »). Il introduit quelques pistes supplémentaires, en parallèle de son interprétation initiale :

« [...] Les documents en français ou en catalan ne parlent que de « passeries » ou d'« espasseries » et ceux en espagnol de pacerias. Le mot français « passeries » peut aussi bien être formé sur le verbe « passer » et signifierait alors « droit de passage », sans aucune référence à la paix. L'espagnol pacerias pourrait venir du verbe « paître » en laissant de côté lui aussi l'idée de paix. [...] les trois composantes qui régissent les traités apparaissent, c'est-à-dire les aspects pastoraux (pâturage, eau, bois), commerciaux (liberté de commerce et de passage d'un côté à l'autre de la frontière) et pacifiques (surséances de guerres) ce dernier revêtant une importance particulière. »

— Patrice Poujade, Identités et solidarités dans les Pyrénées : essai sur les relations humaines, XVIe-XIXe siècles, 2000, p. 142 et 143.
Le terme « facerie » désigne initialement des conventions de pâturage de la partie occidentale des Pyrénées. Ce terme n’est, selon Henri Cavaillès, qu’une « différence d’écriture, imputable probablement aux scribes basques ». Ce vocable apparaît également dans la convention additionnelle du 28 décembre 1858 pour désigner l’accord de 1375 entre les vallées de Barétous et de Roncal.

## Histoire
Les accords de lies et passeries concernent des accords portant sur l'utilisation de territoires, qu'ils soient transfrontaliers ou entre vallées pyrénéennes du même versant d'un côté ou de l'autre de la frontière.  
L'émergence d’États à partir du XVIe siècle — dont résulte la création de la frontière entre l'Espagne et la France — ajoute une dimension tant politique que militaire à l'attention portée à ces particularités locales. Que ce soit en Espagne ou en France, ces accords voient progressivement le centralisme monarchique tenter de les absorber, au bénéfice économique des Couronnes respectives.

### Avant l'établissement de la frontière entre la France et l'Espagne

#### Contexte géographique et sociologique
Dans les Pyrénées, comme dans tous les pays de montagne, la vie humaine s’est développée dans le cadre des vallées. Les parties basses sont mises en culture. La zone étagée qui les domine est à double usage : si les pentes ne sont pas trop abruptes ou trop retirées, ces terres sont défrichées et cultivées en légumes et céréales, mais fournissent surtout le fourrage sec pour l'hiver ; dans le cas contraire, elles font l'objet d’une exploitation commune des bois. Enfin, au-dessus de ces espaces agricoles ou forestiers, s'étendent les hauts pâturages, qui, indivis sont exploités par la communauté des habitants de la vallée, du locq (village) ou du vicq (quartier, également vic). Chaque membre de la communauté peut s'y fournir en bois et en fruits, ou y mener paître ses troupeaux. Ces hauts pâturages sont parcourus de sentiers et de pistes permettant d'accéder aux autres versants et autres vallées. Ainsi, jusqu'au XVIIIe siècle, les échanges entre le pays de Barèges et les plaines du nord s'effectuent par le col du Tourmalet et le haut Adour. De même, le passage entre la vallée espagnole du Galhego et celle d'Ossau traverse les pâturages du Roumiga, puis emprunte le Port vieux de Salhen et le col du Pourtalet. De même, au centre de la chaîne pyrénéenne, des chemins pastoraux permettent le passage entre la vallée supérieure de la Garonne et la haute Noguera.

Physionomie des vallées et des cols concernés par les lies et passeries (sélection).
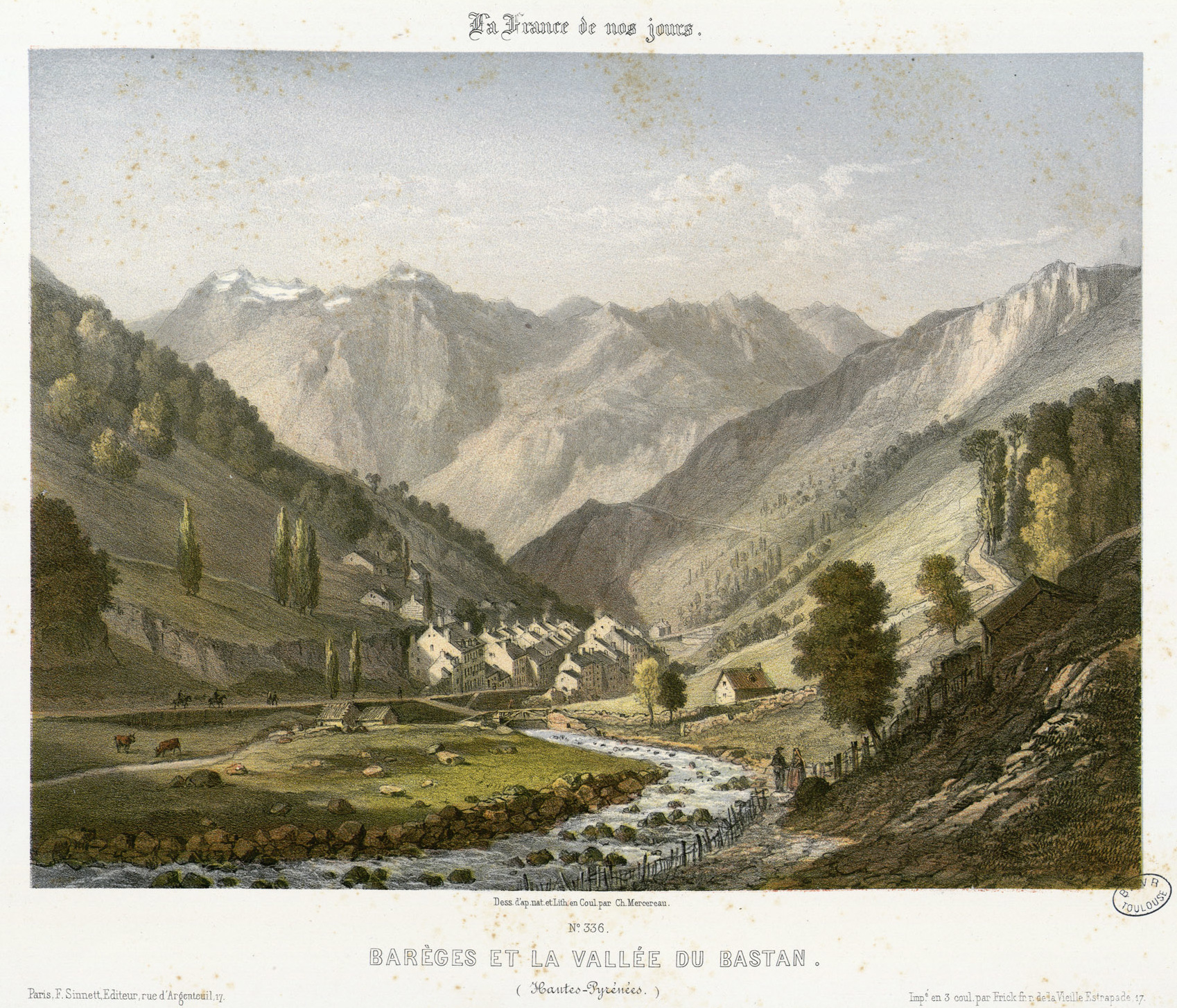
Vallée de Barèges.
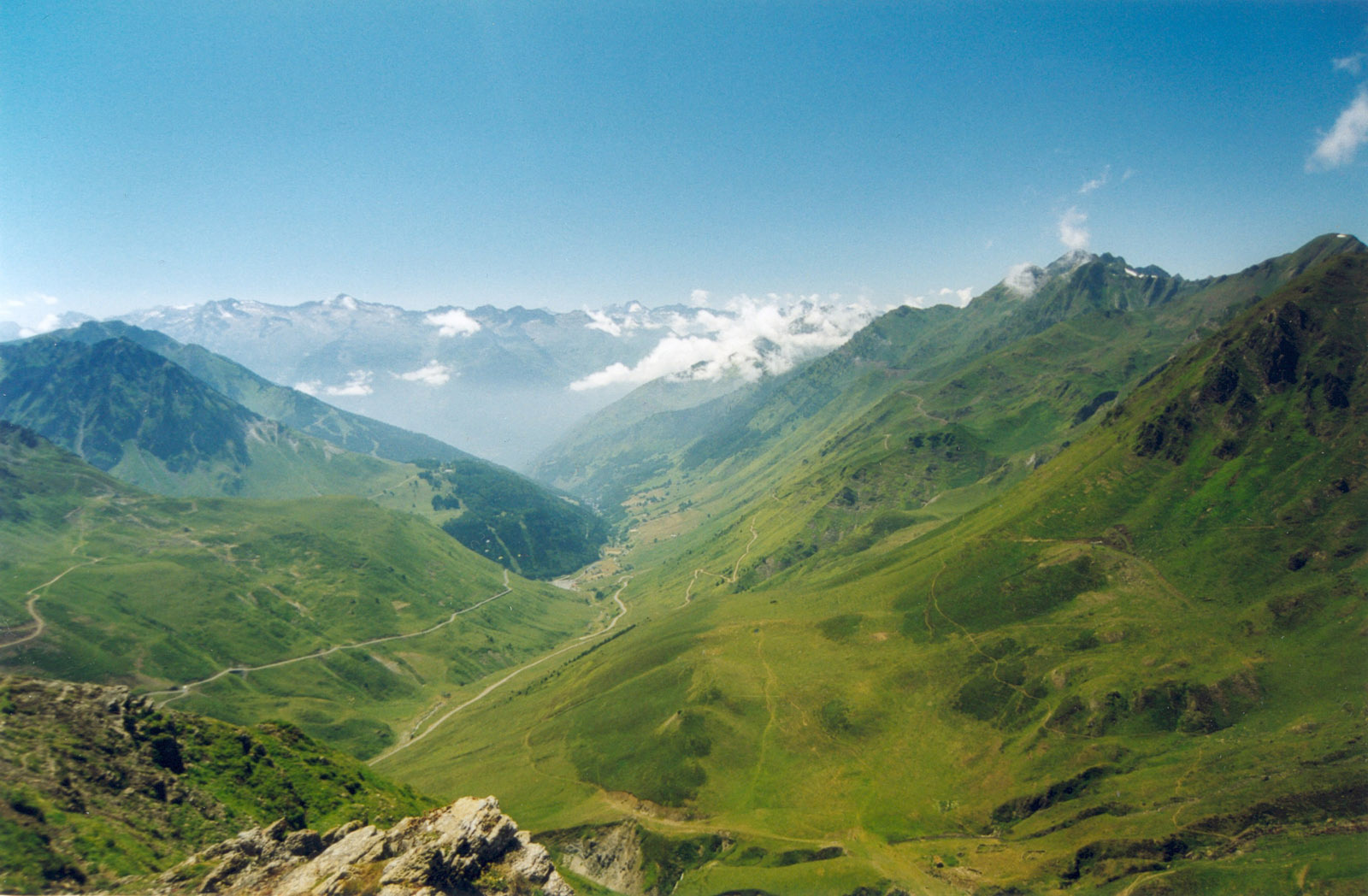
Col du tourmalet.
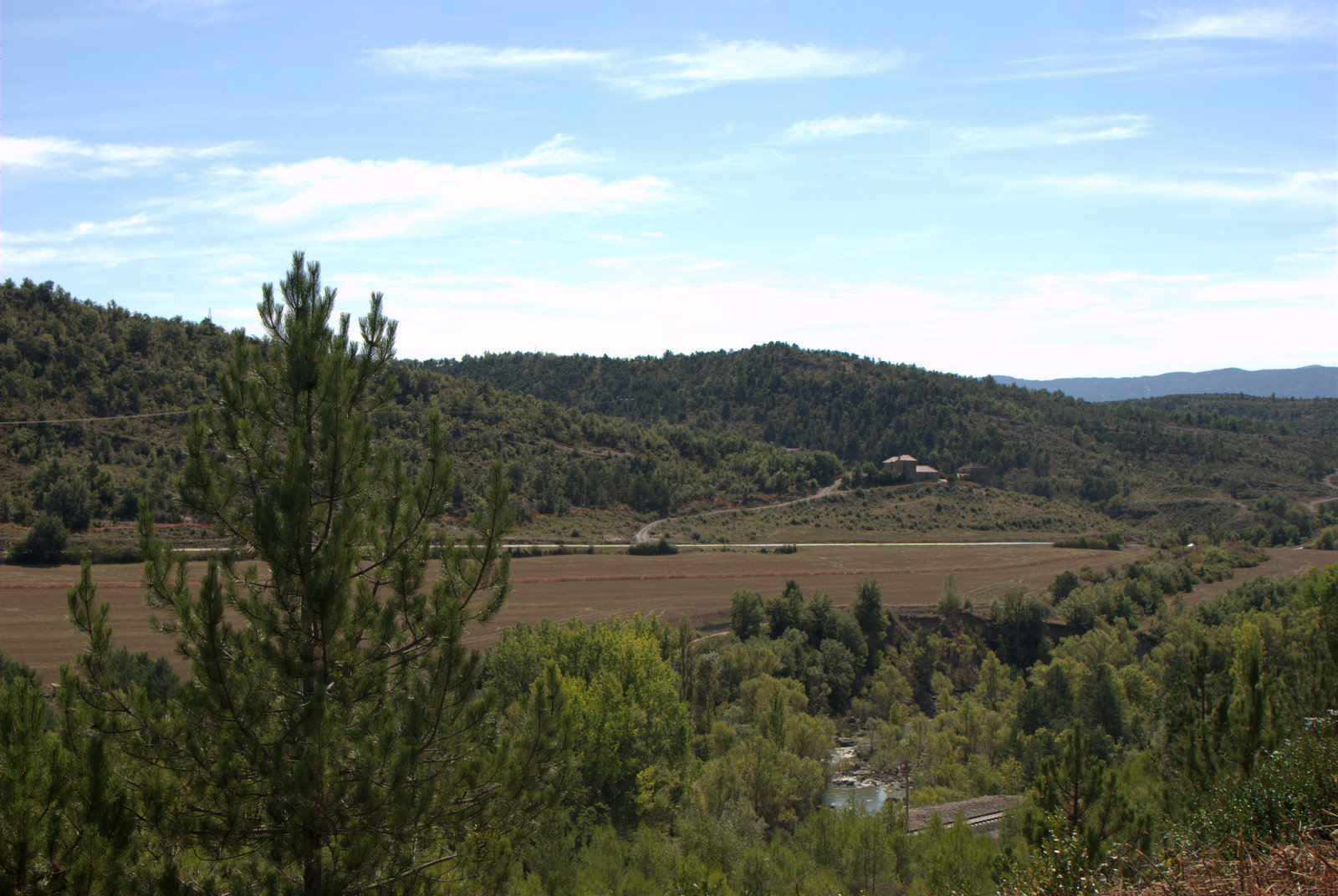
Vallée du Galhego.

Les biens indivis à l'époque moderne dans les Pyrénées sont importants. Ainsi, une grande partie des bois, montagnes, mines et eaux thermales des vallées d'Aspe, d'Ossau, du Lavedan, de Vicdessos et de Carol sont de jouissance partagée par la communauté.
Ceci ne manque pas d'impressionner Louis de Froidour en 1671 qui note que « les droits d'usage étaient si considérables, qu'ils équipollaient à une véritable propriété. […] Les habitants disposaient des « montagnes » pour leur bétail, des terres « hermes » pour leurs défrichements, des forêts pour leurs besoins domestiques […] ».
De mai à septembre, une fois les neiges disparues, les pâturages et les bois sont l'objet d'une compétition entre voisins (ou besis). Celle-ci se règle par la définition de limites, de bornages et de règles d'utilisation. Nombre de contestations et de conflits ont émaillé les relations de voisinage dans ces zones limitrophes. Les raisons en sont multiples : droits historiques ou titres de propriété imprécis, topographie particulière qui oblige à un large détour pour atteindre les estives sans traverser une propriété, inégalité de répartition des eaux ou de l'ombre nécessaires aux troupeaux, ou encore animaux ayant échappé à la surveillance du berger et divagant sur un territoire interdit. D'autre part, « de tous temps, les habitants des vallées espagnoles ont réclamé le droit de mener en été leurs troupeaux dans les montagnes françaises » pour bénéficier de la fraîcheur et de la longévité des herbages exposés au nord ou aux pluies océaniques.
À ces différends d'ordre pastoral s'ajoutent des difficultés de voisinage plus classiques ; elles englobent les basse et moyenne justices et les dettes entre communautés différentes, jouissant parfois de lois et de tribunaux distincts. En outre, les vallées étant des lieux de passage naturels, nombre de caravanes commerciales les empruntent pour rejoindre les marchés et les foires. Ainsi, les Espagnols transportent fruits, laines, métaux et sel vers la France, et repartent chargés de blé, vin, bois et tissus français et accompagnés de troupeaux.
Avant l'établissement d'accords de voisinage, les conflits se résolvent par la force, générant batailles et représailles, rivalités et rancunes. Ainsi, Ossalois se rendent au Pont-Long, en ordre de bataille, ab arms host feyt et senhe desplegats ; les Barègeois affrontent de leur côté ceux de Broto ou de Bielsa sur les crêtes et pâturages d'Ossoue, de Gavarnie ou de Troumouse.
Avant la fin du XVe siècle, le royaume d'Espagne n'existe pas, et du côté français, les Pyrénées sont bordées d'une juxtaposition d'États féodaux sans unité fédératrice. En l'absence de frontière militaire ou politique, les vallées possèdent la liberté « d'échanger, de combattre ou de négocier ».

#### Portée des accords
De l'époque féodale naît un ensemble d'accords homogènes, dont les premières traces écrites connues remontent au XIIe siècle. Ainsi, nous sont parvenues les conventions établies entre vallées du même versant, comme ceux de Bagnères-de-Bigorre et le Lavedan datés de 1171 et 1175 ; le traité entre les vallées d'Aspe et d'Ossau, signé en 1187 et un renouvellement de 1225 ; l'accord entre Ossau et Barèges formalisé en 1258 ; celui de Bagnères-de-Bigorre, Tarbes et Ibos signé en 1294. De publication plus récente, des accords entre vallées espagnoles et françaises traduisent les mêmes préoccupations de voisinage. Ainsi le traité entre Saint-Savin et Panticosa date de 1314 ; celui entre les vallées d'Ossau et de Tena, signé en 1328, cite un accord plus ancien — la carte de la patz antica ; Vicdessos et Ferrera nous ont légué un accord de 1355 ; le traité entre les vallées de Barétous et de Roncal date de 1375 ; en 1384, Barèges et Bielsa formalisent également une convention ; Barèges et Broto concluent à leur tour un traité en 1390, renouvelant un accord conclu dès 1319.
Ces traités sont des conventions pastorales, définissant des bornages et des compascuités, c'est-à-dire des accords de voisinage sans contenu ou intention politique, qui proclament solennellement la paix dès leur introduction. Ils sont l’expression de l'« individualité fédérative » sur le territoire auquel ils s’appliquent, garantissant l'application d’un même et seul droit des personnes quel que soit le versant considéré.
Viennent ensuite les éléments permettant de déterminer les usages des pâturages, des eaux et des bois, ainsi que les passages du bétail d'un herbage à l'autre.
Trait marquant de ces traités, la volonté de chaque vallée d'« exploiter elles-mêmes leurs pâturages » est défendue avec une extrême énergie. Elle explique la mise en place du droit de carnal (ou carnau), entraînant la saisie, ou la confiscation — parfois remplacé par un « droit en argent fixé en avance et uniforme » —, de tout animal étranger surpris à divaguer sur les terres des dites vallées. L'accord entre les vallées de Panticosa et du Lavedan prévoit même que « tout particulier convaincu d'avoir enlevé une pignore par la force ou de s'être révolté contre ceux qui la font légitimement sera arrêté, jugé comme voleur manifeste et pendu par le pied […] ».
Le vol de bétail est strictement combattu et les voleurs sont sévèrement punis.
De même, les personnes font l'objet d'une protection, définie par des « tarifs de composition », présents dans chaque traité. Très précis, ils fixent les indemnités à payer aux victimes ou à leur famille en cas de violence.
Enfin, les rapports entre habitants de vallées alliées sont définis avec soin : « les habitants unis par la paix (patzer) doivent s'aider mutuellement, et celui qui refusera son aide à un plaignant encourra une amende, sauf dans le cas de force majeure » ; ou encore, « […] si un ou des Barègeois se rendent coupables de meurtre, de pillerie, d'incendie, etc., envers un Bielsois, le dommage sera réparé par les coupables selon l'estime qui en sera faite par six hommes élus, trois parmi les Barègeois, trois parmi les Bielsois. En cas d'insuffisance de leurs biens, la vallée de Barège en corps fera le manquant ».
La solidarité de la vallée est donc engagée, les accords garantissant en outre la sécurité de circulation des biens et des habitants à l'intérieur des limites des vallées liées. D'autres niveaux hiérarchisés de responsabilité sont définis par les traités, comme le montre la convention entre les vallées d'Ossau et de Tena : outre la vallée entière (tota la val), on distingue le vicq (en béarnais) ou le quinhon (en aragonais) pour désigner un quartier d'une même vallée, les vesis qui sont les voisins ou bourgeois d'un même lieu, et enfin l'individu (l'homme).
Le respect de ces clauses contractuelles est assuré par des agents publics — qu'Henri Cavaillès nomme les « répondants de la paix » — au côté d'arbitres, d'experts et de témoins. Ces répondants de la paix sont armés et surveillent les territoires de leur juridiction ; ils peuvent effectuer des saisies et infliger des amendes.
La généralisation de ces accords, sur les deux versants pyrénéens, contribua à l'établissement d'une pacification des rapports entre communautés qui, selon les textes, porte le nom de cartas de pax ou patzarias, patzerias, cartas de la patz, carta qua continetur pax, concordats et pariages.

### Conséquences de l’établissement d'une frontière entre États
Au début du XVIe siècle, la formation de deux États monarchiques forts, se partageant tout le massif pyrénéen pour frontière, fait des conventions transpyrénéennes de véritables traités internationaux ; en revanche, les traités entre vallées du même pays demeurent inchangés, voire se simplifient.

#### Caractéristiques des nouveaux traités
La transformation des traités de voisinage en conventions internationales prend près de deux siècles, pour se stabiliser, par l'adjonction de dispositions au caractère novateur.
Déjà au XIVe siècle, devant l'apparition des premières traites — impôts royaux perçus sur la circulation des marchandises entre les différentes provinces du royaume ou avec l'étranger —, les montagnards commencent à insérer des clauses concernant la liberté de commerce dans les traités entre vallées. C'est le cas en particulier du renouvellement de 1355 de la convention entre la vallée de Vicdessos et les Catalans du val de Ferrera ; déjà en 1315, le Comminges avait obtenu du comte Bernard VII la faculté de commercer librement avec les Espagnols du val d'Aran, même en temps de guerre.
C'est également au XIVe siècle qu'apparaît la première disposition prémunissant des vallées alliées contre les conséquences d'une guerre ne les concernant pas directement. Redoutant les incidences d'un possible conflit entre l'Angleterre et l'Aragon, les vallées de Bielsa et de Barèges s'engagent en 1384 à s'accorder un délai en cas de rupture forcée des relations.
Selon Henri Cavaillès, « c'est le trait essentiel des accords de lies et de passeries que leur formation définitive, le terme de leur évolution, coïncide avec l'apparition des grandes guerres ». C'est en effet au XVIe siècle, en 1552, qu'on voit apparaître dans la passerie de la hon Galhego (« source du Galhego ») le nom du roi de France — Henri II — et la mention des « mouvements de guerre qui sont » entre le roi français et celui d'Aragon.
Les accords deviennent alors des traités de « surséance de guerre ».
Alors que l'objectif des anciennes conventions était de régler des problèmes internes à un territoire, les nouveaux traités visent à protéger ce même territoire des interférences du monde extérieur.
Le XVIe siècle voit également l'élargissement des accords à un grand nombre de vallées, afin de protéger les points sensibles du dispositif pyrénéen. Le traité du plan d'Arrem, signé le 22 avril 1513 regroupe en effet onze vallées des Pyrénées centrales françaises et huit du versant espagnol. Presque simultanément, en 1514, ce sont à leur tour les vallées béarnaises d'Ossau, d'Aspe et de Barétous qui signent un traité d'alliance et de paix avec leurs voisines aragonaises de Tena, Canfranc, Villanúa, Aragüés, Hecho et Ansó.

#### Portée des nouveaux traités
Les traités de passerie sont établis à l'initiative des vallées, faisant appel au consulat — ou jurade, conseil composé de magistrats élus par les villages de la vallée ; cette assemblée possède la capacité de négocier des accords de ce type, avec son équivalent de la vallée alliée, indépendamment du pouvoir monarchique. Le traité du plan d'Arrem et le grand traité de 1514 voient néanmoins l'implication des agents du pouvoir central, compte tenu du cadre élargi de ces accords à un grand nombre de vallées. Le traité de 1514 est par exemple négocié par les États, le seigneur de Béarn, les Cortes et le vice-roi d'Aragon. Il faut attendre la seconde moitié du XVIIe siècle pour voir les premières tentatives d'immixtion des monarchies, visant à limiter le droit à traiter des vallées.
Si ces nouveaux traités conservent les antiques aspects relatifs à la gestion des pâturages et des bois, ainsi qu'au maintien de l'ordre local, ils incluent désormais deux caractéristiques déterminantes : la liberté de commerce et celle de neutralité en cas de conflits externes aux vallées parti prenantes.

##### La liberté de commerce

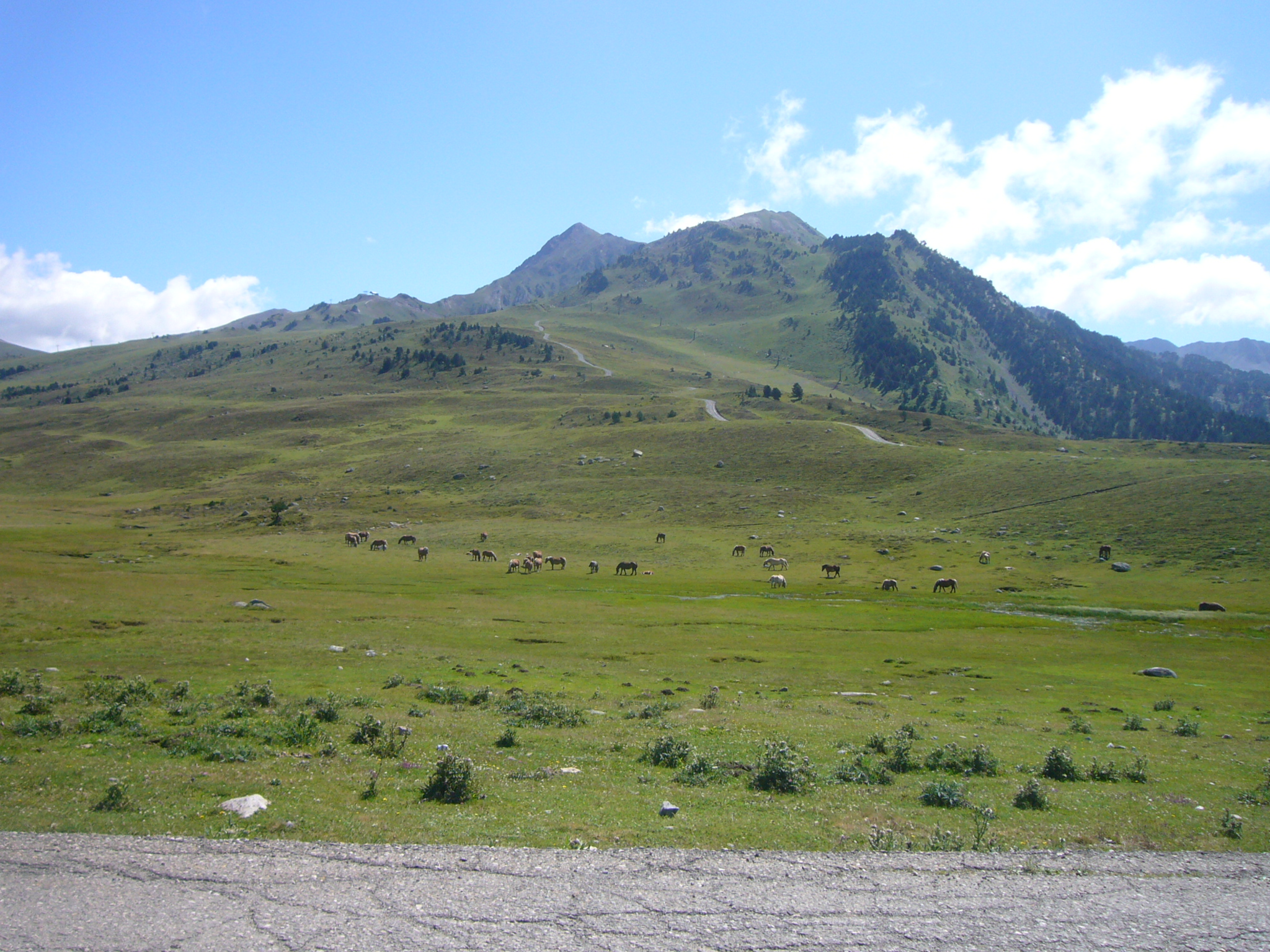
Le pla de Beret.

Ce privilège antique auquel les montagnards étaient tant attachés, reconnu par les concessions princières du XIVe siècle, se voit menacé par les prétentions financières des deux monarchies à partir du XVIe siècle.
Dès lors que les foires françaises — sur le versant nord, Gavarnie et Guchen par exemple — et autres ramades aragonaises sont menacées, des protestations s'élèvent et de nouvelles clauses sont ajoutées aux traités. C'est le cas en 1624, dans le traité de Tarbes entre Barèges et Broto, qui stipule que « les habitants pourront négocier et trafiquer, […] entrer et sortir dans les dites vallées, avec marchandises ou autrement, en toute franchise, sûreté et liberté, sans qu'il soit méfait en aucune manière ».
La position géographique du val d'Aran sur le versant français, mais politiquement espagnol, en fait un otage obligé de l'économie des vallées du Comminges, du comté d'Aure, du Nébouzan et du Couserans pour les céréales (blé, millet, orge, avoine) et les légumes, le vin, les ovins et les porcs, le poisson de l'Atlantique et les tissus,. Ces produits sont ensuite acheminés pour partie par le pla de Beret par exemple, pour atteindre les vallées de Pallars Jussà, de Ribagorce, de Vénasque, le comté de Villemur et la haute Catalogne, justifiant cette affirmation d'un commerçant anonyme du XVIIe siècle : « les Espagnols ne peuvent vivre sans nos grains ». De même, Gaspard-François Legendre de Lormoy, intendant de la généralité de Montauban, signale en 1703 : « du blé que nous faisons passer en Espagne, le pays tire au moins 200 000 écus par an », puis en 1710 : « aux foires de Saint-Béat, Bagnères-de-Luchon, Saint-Girons et autres lieux, les Espagnols ont porté tous les ans plus de 800 000 livres d'argent comptant ».
D'Espagne, arrivent la laine des ovins et le sel des antiques fontaines de la vallée de la Noguera Robagorçana, ou des carrières de Solsona et de Tragó de Noguera.
Le traité du plan d'Arrem de 1513 est une illustration de la réaction des vallées à l'institution ou au renforcement de droits de foraine ou de traite. L'article 2 confirme la liberté qu'ont les habitants « d'un côté comme de l'autre, de commercer librement, même en temps de guerre ». Louis XIII confirme au XVIIe siècle les lettres patentes du 31 janvier 1512 émises par Louis XII, et défend de faire « aucune saisie, ni exécutions sur les biens, bestiaux, marchandises et autres choses amenées durant les vingt jours de ladite foire de Saint-Martin d'hyver, ni aucun emprisonnement sur les personnes des frontaliers pour dettes, ni affaires civiles pendant le dit temps ». L'arrêt du Conseil d'État du roi Louis XIV, en date du 11 mars 1664, confirme la franchise.
Le traité de 1514, fidèle à la charte de poblation datant de 1080 et octroyée par Centulle V à Oloron, réaffirme un droit similaire : « que les voisins et habitants des dites vallées et autres personnes quelles qu'elles soient du royaume d'Aragon puissent envoyer, enlever et transporter leurs marchandises, choses et biens par toute la dite seigneurie de Béarn, par voituriers, serviteurs et commissionnaires, voisins et habitants de la seigneurie de Béarn. Et que les voisins et habitants de la seigneurie de Béarn puissent [en user de même] dans tout le royaume d'Aragon. Quelle que soit la nature ou l'espèce des marchandises, biens et choses, qu'elles puissent circuler, celles de Béarn en Aragon et celles d'Aragon en Béarn, sauves, sûres, libres de toute entrave et de toute contrainte, à la condition qu'elles acquittent les péages et les autres droits légitimes, et qu'elles ne soient pas contrebande de guerre ».

##### La surséance de guerre
- - : Faceries Ansó-Roncal :
- 1 : Puyeta ;
- 2 : Linzola.
- - : Faceries Ansó-Hecho :
- 3 : Segarra ;
- 4 : Arralla ;
- 5 : Guarrinza.
- - : Lies et passeries Ansó-Aspe :
- 6 : Gavedallo ;
- 7 : Espelunga ;
- 8 : Estanés ;
- 9 : Aspe.

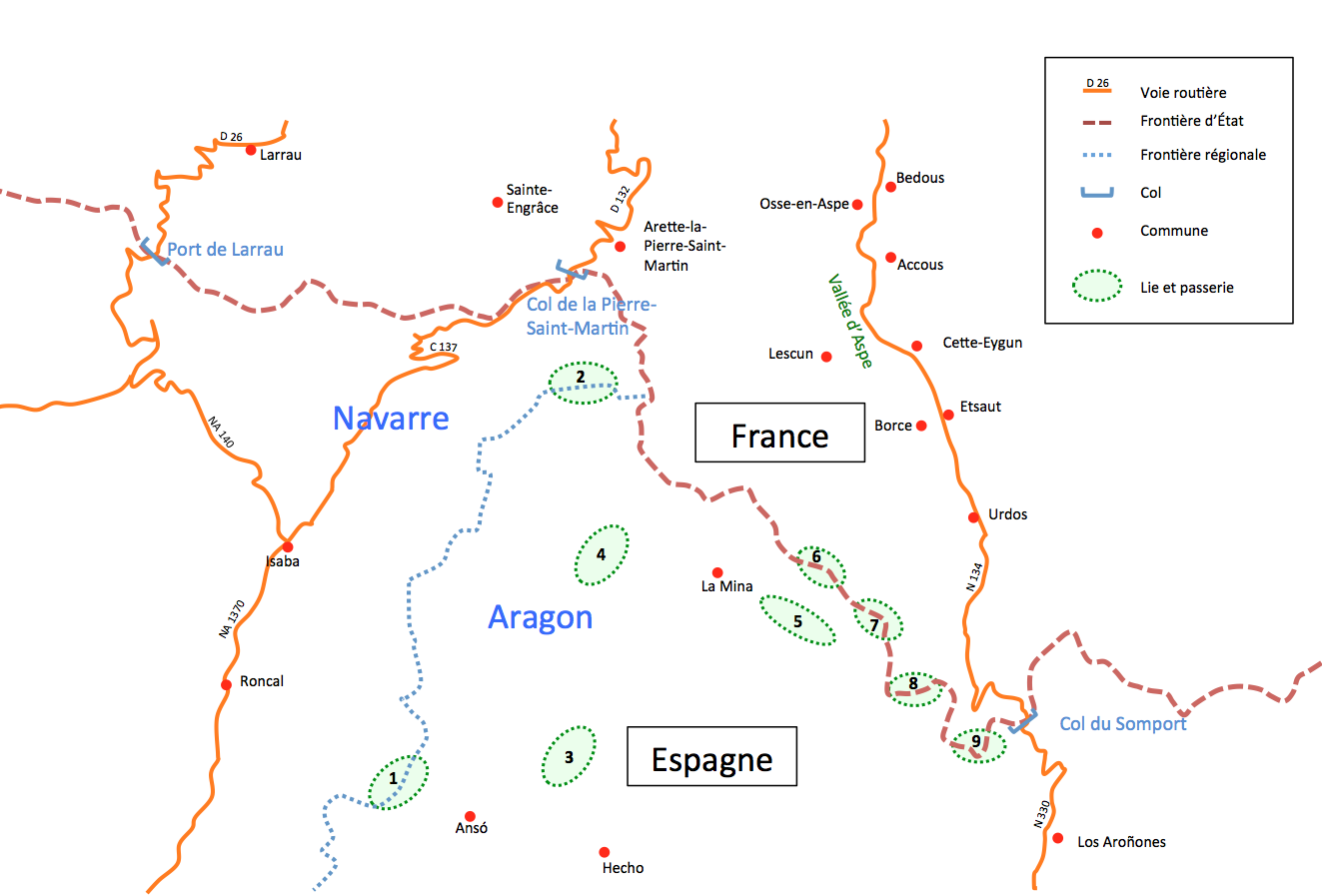
Lies et passeries de la vallée d’Ansó avec celles de Roncal, Hecho et Aspe.

Pendant près de deux siècles à partir du XVIe siècle, la France s'oppose militairement à l'Espagne de façon régulière. Les Pyrénées, formant une frontière naturelle, voient des « vagabonds, coureurs de grands chemins et autres malfaiteurs » s'engager parmi les miquelets qui parcourent la montagne, pour le compte tant des Français que des Espagnols et menacent la vie et les activités commerciales et pastorales de la chaîne montagneuse, alors que les armées régulières s'établissent aux villes frontières, telles Saragosse, Pampelune, Foix, Lourdes ou Bayonne.
Nombre d'incursions sont recensées. Le monastère de Sainte-Christine, sur le camino aragonés et les hameaux de Peyrenère, Gabas et Segoter sont mis à sac en 1514 par les Aragonais ; en 1523, c'est Gavarnie qui est pillée ; en 1643, la vallée de Cauterets est assaillie par huit cents miquelets ; en 1708 un autre fort parti de mercenaires pille la vallée de Héas ; trois ans plus tard, c'est Bagnères-de-Luchon qui est incendiée par des troupes aragonaises, renforcées de miquelets qui s'emparent de tout le cheptel.
Les accords de lies et passeries prennent en compte ces nouvelles menaces, en distinguant les troubles liés aux guerres entre États des exactions dues aux troupes irrégulières et aux brigands. Pour les premiers, la règle est d'adopter une parfaite neutralité en cas de guerre entre la France et l'Espagne, les anciens accords demeurant en vigueur : « les parties [contractantes] des pays frontières ne s'attaqueront pas […] ; elles ne feront les unes contre les autres aucun exercice de guerre […] Il leur est défendu de se livrer à des voies de faits […] sous peine d'être pendus et étranglés ».
Dans le cas où la neutralité devient impossible, les alliés s’emploient à en limiter les conséquences. L’accord de 1513 établit un protocole encadrant le lieu de la déclaration de rupture, la forme de la notification — un message signé par l’un des participants au traité —, ainsi qu’un délai de 30 jours prévalant à l’entrée en vigueur de la rupture, permettant aux propriétaires de mettre en lieu sûr leurs troupeaux et de protéger populations et biens,.
Les traités s’emploient à protéger les vallées alliées contre les méfaits des miquelets et des troupes irrégulières. Leur premier soin est d’obtenir la révocation des lettres de marque que les monarques et potentats locaux — comme le vicomte de Béarn ou le roi d’Aragon — avaient délivrées à des mercenaires pour se débarrasser de la gestion de territoires éloignés, accidentés et mal connus. Ils s’engagent, en outre, à s’avertir mutuellement de l’approche d’une menace : « si des personnes d’une vallée ou étrangères à cette vallée se rassemblent et se retirent en quelque lieu de cette vallée, et de là […] font quelque entreprise de pillage [cavalcada] dans l’autre vallée, que les voisins et habitants du lieu où elles se rassembleront soient tenus et obligés de s’assurer de la dite bande pendant six jours, afin que celui  qui voudra rentrer en possession de son bien le puisse faire. Ils devront avertir ceux qui auront été volés. Et s’ils ne savent pas en quel endroit ont été commises les déprédations, ils devront avertir les jurais du premier lieu de la vallée voisine. On fera connaître le fait par cri public à Urdos, à Arette ou Laruns en Béarn, Salhen, Canfranc, Echo ou Ansó en Aragon […] ». C’est également le souci affiché lors du renouvellement, le 12 septembre 1648, de l’accord entre les populations de Barèges et de Bielsa.

##### Autres dispositions
Les traités postérieurs au XVe siècle introduisent de nouvelles règles, toutes destinées à anticiper la résolution de conflits qui pourraient mener à une rupture des accords. Le traité du Galhego prévoit la mise en place d’une instance de trois jurés « au-dessus de tout soupçon ou, à leur défaut, à l’examen de la junte » pour résoudre tout litige entre frontaliers. Et si le différend n’a pas été prévu par les textes, les antagonistes doivent soumettre l’affaire à « trois voisins, hommes de bien […] qui jureront sur la Croix et sur les quatre évangiles de juger bien et loyalement. Et leur sentence aura la même valeur que si elle avait été rendue par les jurés eux-mêmes […] ».
Le recouvrement de dettes est également encadré. « Nul voisin ne pourra saisir les bestiaux d'un voisin d’une autre vallée dans le temps qu’ils seront aux pâturages des montagnes ou pendant qu’on les y conduira ou qu'on les en ramènera […] sous peine de la perte générale de ses biens en faveur de sa vallée et de poursuites comme infracteur de la concorde […] ».

#### La gestion des traités

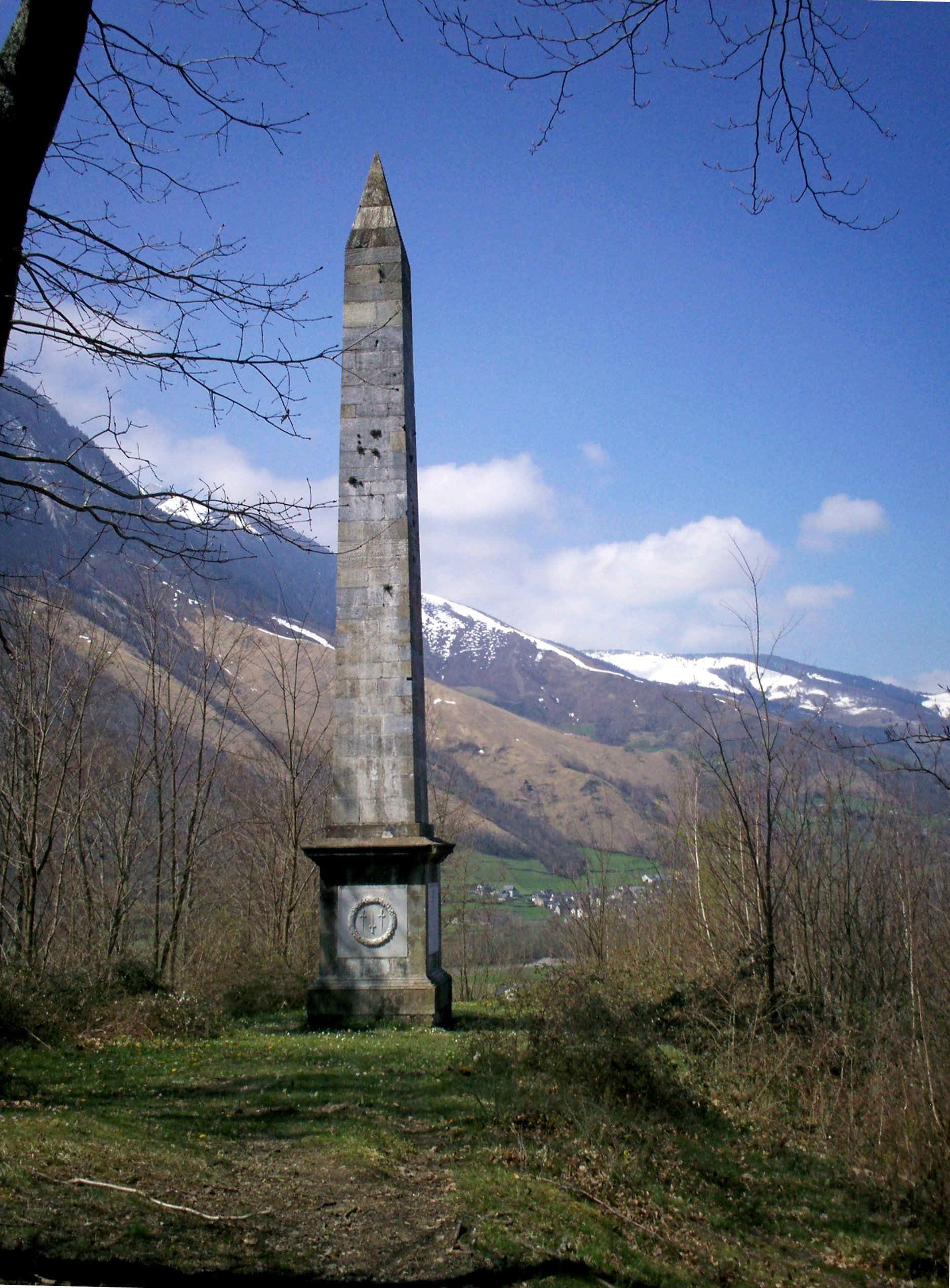
Hommage à Cyprien Despourrins à Accous.

Afin d’assurer l’application des traités et de les faire évoluer, les députés des vallées contractantes se réunissent régulièrement en des lieux fixés par la tradition et par les textes eux-mêmes. Ces réunions, nommées juntes ou bistes, tiennent lieu à la fois de tribunaux, délivrant sentences et jugements, et d’assemblées politiques. Cyprien Despourrins, poète et chansonnier d'Accous, fut l'un de ces députés.
Ainsi, la junte rassemblant les députés du Couserans, du Comminges, des Quatre-Vallées et du Nébouzan, pour la partie française, et de Pallars Jussà, de Ribagorza et d’Aran, pour les intérêts espagnols, se réunit au plan d’Arrem, en territoire français, tout proche du Pont-du-Roi de Fos.
De même, Vicdessos accueille, outre les Français de la vallée, les Catalans du val de Ferrera et ceux du comté de Paillas. La paxerie entre les vallées de Barège et Bielsa (ou Beousse, Beausse) prévoit dès 1648 une alternance de réunion entre Pinède et l’hôpital de Héas.
Ces réunions donnent lieu à des festivités, repas et divertissements, ainsi qu’au paiement d’un éventuel tribut, comme c’est le cas sur la montagne d’Arlas, lieu de rencontre des représentants de la vallée de Barétous et de celle de Roncal. À cette occasion, et conformément au traité de 1375, les Béarnais remettent aux Navarrais la fameuse rente de trois génisses, obligation que Pierre de Marca décrit en 1640 dans son Histoire du Béarn.

#### Évolution des relations avec le pouvoir central

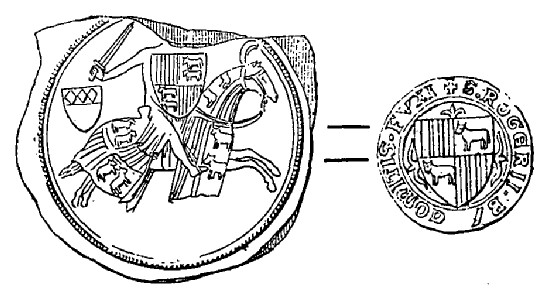
Sceau du comte Roger-Bernard.

Si à l’origine le pouvoir central — tout d’abord seigneurial, puis royal — se contente d’approuver ou de confirmer les accords conclus entre les vallées appartenant à son territoire avec celles faisant partie de possessions voisines, la tentation d'intervenir en amont se fait plus insistante, au fur et à mesure que le pouvoir royal se conforte et que ses besoins augmentent. Les exemples ne manquent pas d’autorités reconnaissant des droits établis, ne serait-ce que pour empêcher la prescription de droits souverains, battus en brèche par des initiatives individuelles ou locales. Ainsi, en 1293, le comte Roger-Bernard reconnaît-il à la vallée de Vicdessos la faculté de commercer librement avec les vallées catalanes voisines ; de même, en 1315, le comte Bernard VII octroie  formellement au Comminges la capacité de traiter avec les Espagnols, même en cas de guerre ; successivement, Charles VIII, puis Louis XII et ses successeurs confirment ce droit.
Mais peu à peu, le pouvoir central délaisse ce rôle passif, dans lequel il subit les décisions locales qu'il se contente d’entériner a posteriori. Si Henri IV en 1594 et Louis XIII en 1634 confirment la passerie du plan d’Arrem, Louis XIV parvient en 1664 à « limiter le droit de commercer librement et […] imposer plusieurs droits sur diverses marchandises ».
Quelques années auparavant, la ratification du traité du Galhego en 1646 donne au « lieutenant général pour Sa Majesté en Navarre et en Béarn [l’occasion d’imposer que] lorsque les suppliants voudront faire quelque assemblée avecque les députés de la vallée de Tena, ils en demanderont la permission à celuy qui commandera dans la province […] ».
Par la suite, au XVIIIe siècle, le pouvoir central s’emploie à démontrer que les accords de lies et passeries sont « d’institution monarchique » remontant aux anciens rois de Navarre Fortún et García IV. Les vallées en viennent, petit à petit, à demander spontanément l’autorisation royale avant de s’entremettre. C’est le cas du renouvellement du traité de Bielsa avec Barèges en 1709, et de celui de Tena en 1719.

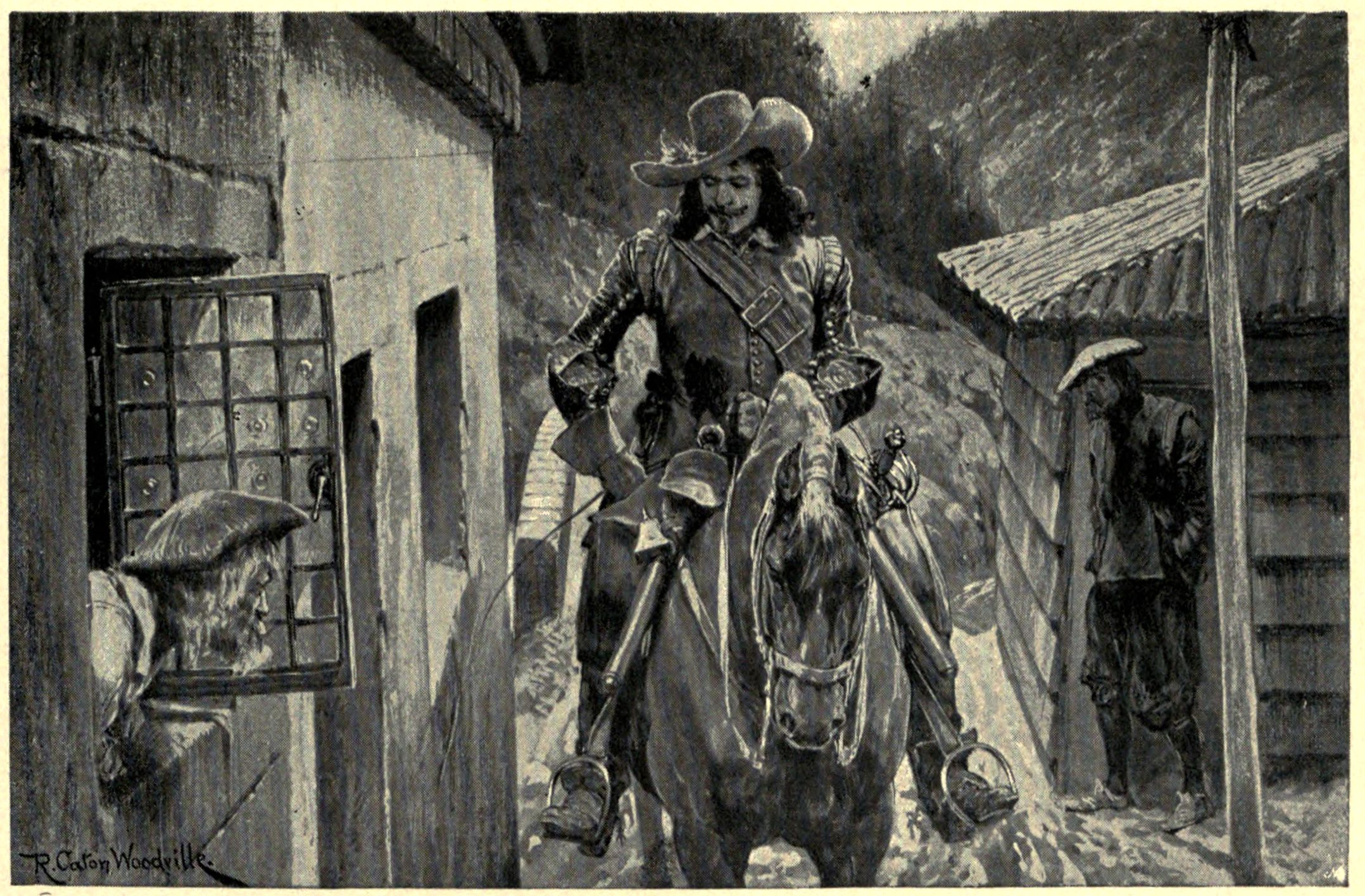
Un agent de Richelieu en mission dans les Pyrénées. Illustration de Richard Caton Woodville Jr. pour le roman Under the Red Robe de Stanley J. Weyman, 1895.

En parallèle, et des deux côtés de la frontière, le pouvoir central mène des enquêtes portant sur la nécessité de tels traités, remettant en cause le droit même des accords. La mission de Juan Francisco de Gracia de Tolba en 1613, mandé par Philippe III en vallée d’Aran, en est un exemple. Le docteur de Gracia de Tolba met en doute « l’utilité des passeries, qui […] ont peu d’importance et occasionnent de grands dommages à la vallée ».
À son tour, Louis XIV demande dans les années 1680 à son représentant à Foix si les privilèges accordés aux vallées ne « tournent plus à l’avantage des François que des Espagnols ». Celui-ci répond que accords de lies et passeries « tournent plus à l’avantage des François que des Espagnols, tant pour l’honoraire que pour l’utile et [que] l’on ne sçauroit s’en passer ni tirer le même avantage des provinces voisines sans rompre entièrement le commerce et ruiner tous les habitants des frontières […] ».
Si ces tentatives de contrôle eurent peu d’effet sur la vie quotidienne des traités, il faut lier à l’état de paix — qui intervint après 1720 entre l’Espagne et la France et qui devait durer près de 75 ans —, l’abandon progressif du recours aux traités pour se protéger des exactions militaires. Seules les préoccupations de liberté commerciale demeurèrent d’actualité, somme toute assez semblables à celles motivants nombre d’autres franchises accordées par l’Ancien Régime.

### Les lies et passeries pendant la guerre de Succession d'Espagne
La guerre de Succession d'Espagne, de 1701 à 1714, met en exergue l’existence des conventions transfrontalières et l’importance tant politique que militaire de la neutralité qu’elles invoquent. Elle constitue également un exemple de la résistance des conventions entre vallées alliées aux interférences extérieures.
Avant ce conflit, la surséance de guerre avait déjà été obtenue en 1514 par les vallées béarnaises et aragonaises, requérant de leurs suzerains combattant en Navarre de ne pas inclure leurs frontières dans la lutte dans laquelle ils s’affrontaient ; une nouvelle trêve avait été accordée durant la guerre de la Ligue d’Augsbourg qui devait durer de 1688 à 1697 ; à nouveau, entre 1718 et 1720, durant la guerre de la Quadruple-Alliance, la neutralité de la frontière fut un enjeu entre les belligérants.
La richesse de la zone frontière aragonaise, constituée en particulier de troupeaux pâturant dans les montagnes pyrénéennes, attire en 1706 la convoitise de l’intendant de l’armée d’Aragon Méliand, aux prises avec des difficultés pour nourrir les troupes dont il a la charge financière. Ces troupeaux — on dénombre à la fin du XVIIIe siècle des milliers de têtes dans les estives —, dans des territoires passés sous le contrôle de l’ennemi, constituent une manne inestimable dans un pays où banques et numéraire font cruellement défaut. Afin de décider des confiscations, le gouverneur Antonio de Mata d’Arnady, au nom du roi Philippe V soutenu par Louis XIV, préside à Jaca un conseil composé du vice-roi d’Aragon, l’évêque de Lerida, des évêques de Jaca et de Barbastro et du commandant du bataillon de milices de Béarn, le vicomte Bidou de Saint-Martin : « […] on a mis le troupeau de moutons qui appartient aux gens de Barbastro, dans un pâturage entre Canfranc et le port. C’est de ce troupeau que nous tirons la viande qu'on a commencé à donner à la garnison […] ».
Les paysans de la plaine d’Aragon effectuent une razzia dans les montagnes pour récupérer leur bien. Razzias et contre-razzias se succèdent, auxquelles participent les milices de Navarre qui ne perçoivent plus de solde. Fortes de leurs traités, les vallées tentent de s’organiser et de protester. Mais, au nom « de la défense de la légitimité du pouvoir », les autorités administratives et militaires refusent aux « révoltés », considérés comme des « conquis », la reconnaissance de leurs accords antiques. En 1710, l’opiniâtreté des vallées est récompensée puisque le Conseil du roi Louis XIV recommande finalement de « laisser les habitants des deux vallées dans l’usage dans lequel elles sont pour l’exécution du traité des lies et passeries qui sont faits entre eux dans lesquels le Roi n’a pas coutume d’entrer ».

Belligérants durant la guerre de Succession d'Espagne (sélection).
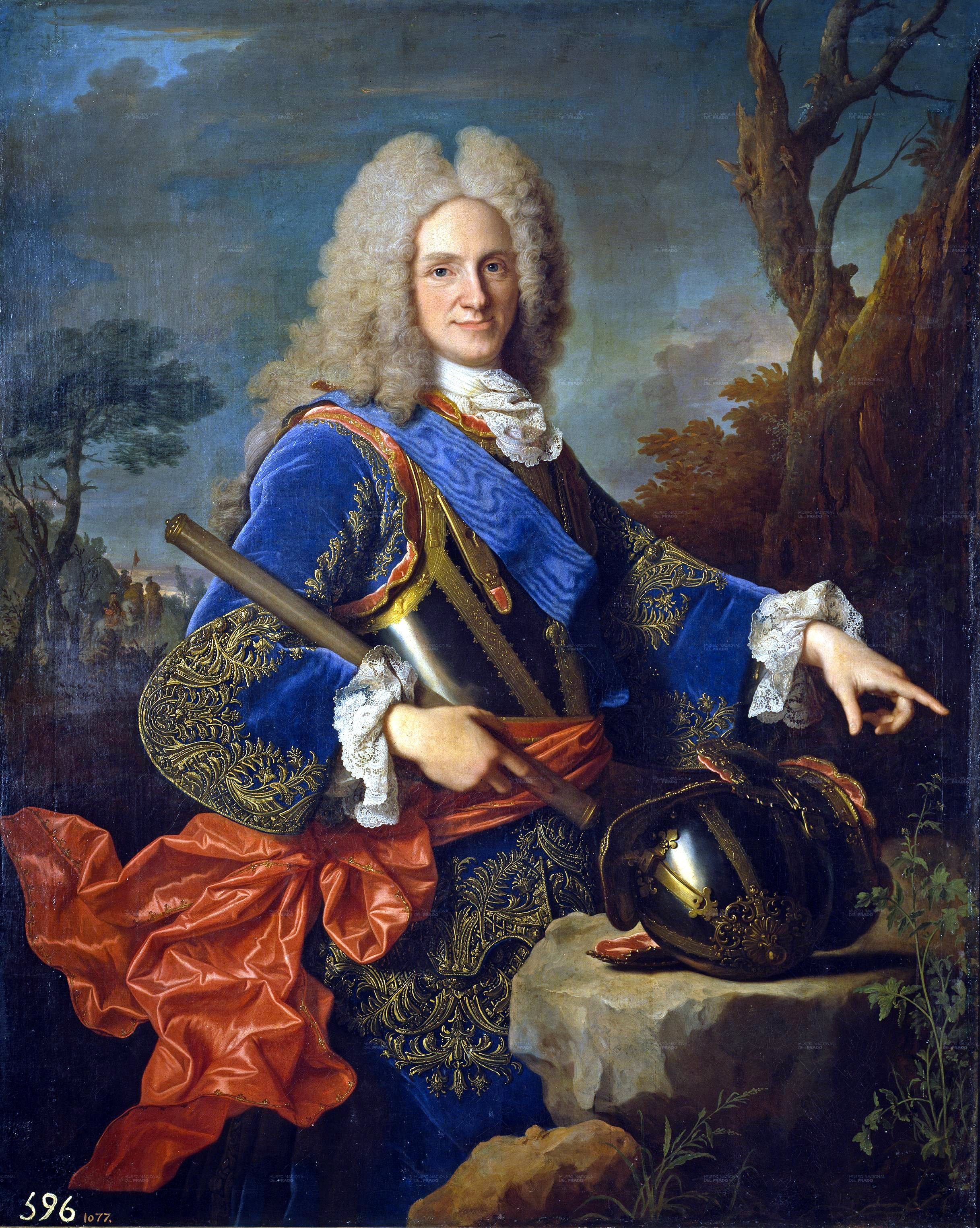
Philippe V.
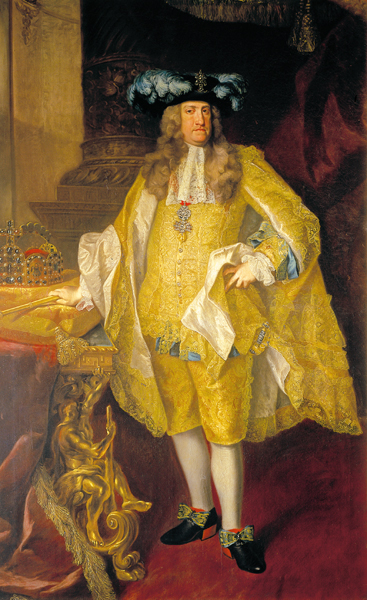
Charles VI.
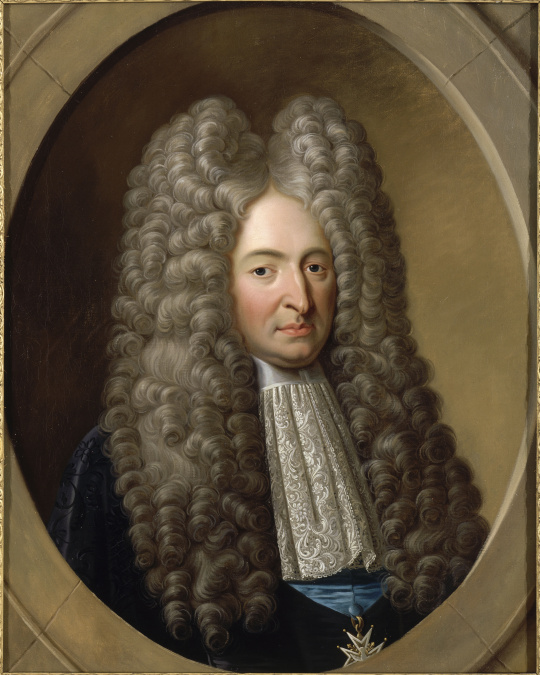
Michel Chamillart.
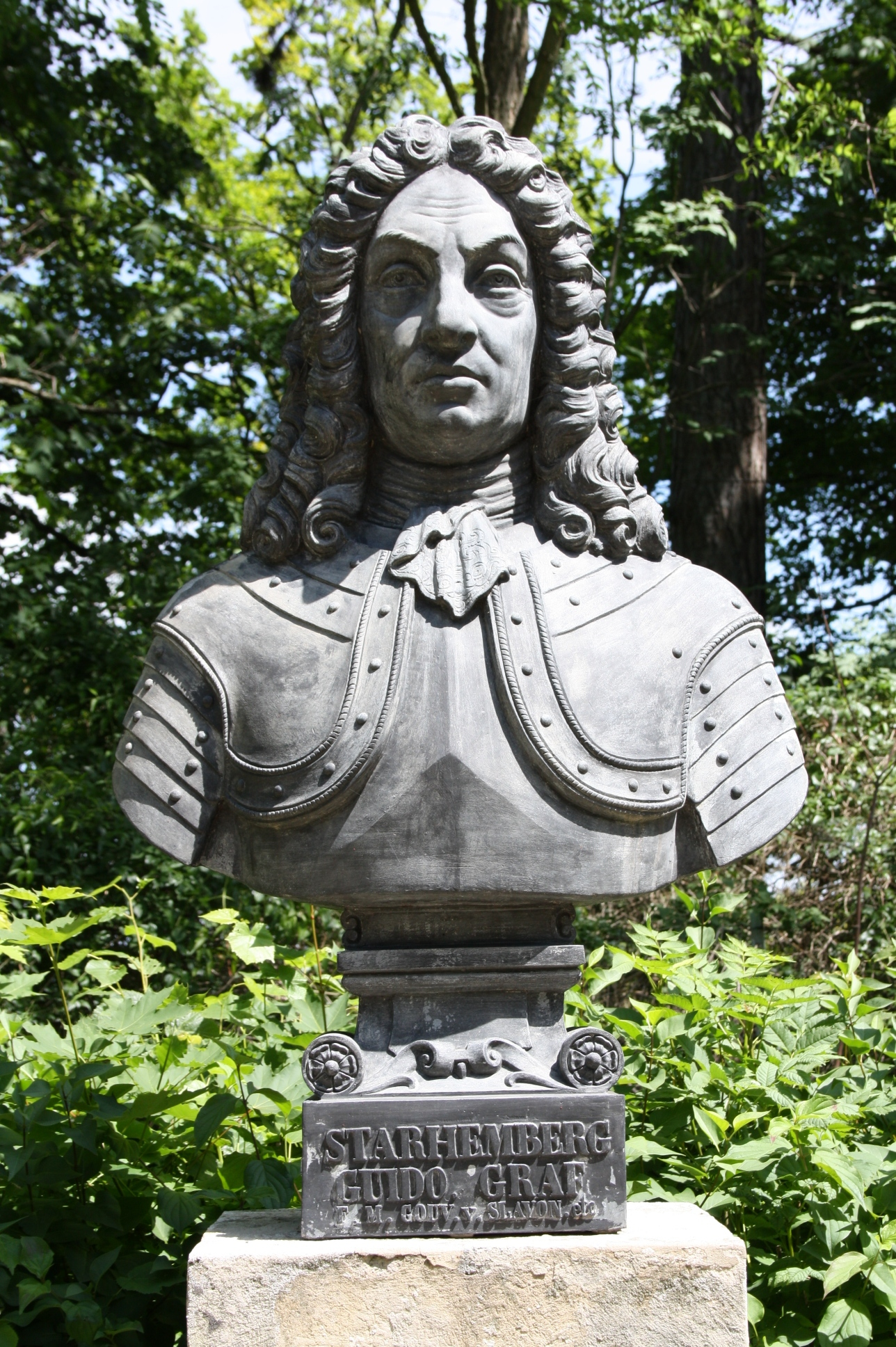
Guido Starhemberg.

Le commerce entre vallées alliées est lui-même menacé par les belligérants, qui veulent contrôler la contrebande et les approvisionnements de l’ennemi. C’est le cas dans le val d’Aran, aux mains du parti des Habsbourg, qui tient également le port de Vénasque. Le ministre Chamillart ordonne cependant à l’intendant Legendre, le 29 juin 1708, d’ouvrir la frontière dont Philippe d'Orléans avait ordonné la clôture pendant le siège de Tortose. « […] À peine le commerce est rétabli, qu’ils sont venus en foule acheter des grains dont ils sont dans une grande disette […] ». Compte tenu de la famine qui s’aggrave en 1710 et à la suite des revers de batailles qui ouvrent l’Aragon aux soutiens de l’archiduc Charles VI, les généraux ennemis tiennent eux aussi compte des accords commerciaux de lies et passeries. Ainsi, le maréchal autrichien Guido Starhemberg défend « qu’on [fasse] aucun tort aux Français et [ordonne] qu'on continuât le commerce à l’ordinaire […] ». Cette bienveillance se trouve également du côté français, où l’intendant Legendre donne pour instruction en octobre 1710 à son subdélégué local de ne « réprimander [que] les abus, c’est-à-dire le ravitaillement massif des troupes de l’archiduc ». Au départ de l’archiduc à la fin de l’année 1711, les accords de lies et passeries reprennent leur empire traditionnel sur les relations entre vallées alliées.

### Interprétations contradictoires

#### Des républiques montagnardes
Henri Cavaillès, dans sa synthèse intitulée Une fédération pyrénéenne sous l’Ancien Régime, explique que « les lies et passeries seraient devenues de véritables traités internationaux au début des Temps modernes » et induit le postulat que « les vallées cosignataires auraient agi souverainement comme de véritables républiques montagnardes », constituant « un État singulier qui n’eut ni capitale, ni gouvernement, ni armée […] ». Jean-François Soulet abonde également dans ce sens, en rappelant un article paru en 1774 dans le Journal de l’Agriculture : « Les habitants de la vallée d'Aspe sont vains, fins, et si attachés à leur terre natale qu'ils ne se déplacent que très difficilement. Il n’est pas surprenant qu’ils aiment tant leurs foyers ; ils n’ont ni seigneurs, ni corvées, ni servitudes féodales, ni gênes intérieures ; ils forment en quelque sorte une petite république, libre, presque indépendante, dotée du droit de délibérer sur ses petites affaires, et de certains privilèges tels que de députer aux États ».
Ce postulat est contesté, en particulier par Christian Desplat qui y voit un point de vue moderne et donc anachronique, « la notion de souveraineté étant étrangère aux institutions et à la mentalité des vallées » ; l’origine des traités de lies et passeries se trouve, en effet, dans la nécessité de jouir d’un territoire indivis en harmonie avec les voisins des autres vallées. Le parlement de Navarre, dans ses remontrances adressées à la Cour entre le 29 août 1786 et le 14 décembre 1787, n'avait d'autre but que de « préserver l'ordre public et le droit de propriété […] Il est remarquable qu'ils [les parlementaires] ne leur [les passeries] aient jamais attribué une signification politique ».

#### De la fédération pyrénéenne
Henri Cavaillès, dans l'ouvrage de référence cité supra, voit dans le mouvement général d'établissements de lies et de passeries tout au long de la chaîne pyrénéenne les prémices « d'une manière de fédération pyrénéenne », en retard de trois siècles après la conjuration des premiers cantons suisses. Elle se caractérise, selon lui, par l'effort commun et constant durant trois siècles des montagnards à « se protéger contre les dangers de la guerre et […] défendre la liberté de leurs transactions […] Ils furent même […] une gêne très sérieuse pour les gouvernements et, sinon de droit, du moins de fait, une véritable limitation de la souveraineté des rois ».
Ce point de vue est remis en cause, en particulier par François Baby. Celui-ci défend que « les passeries sont […] un système de rapports de forces souvent anobli des vertus formelles où les rigueurs de l’honnêteté classique se manifestent dans la relation d'obligé à obligeant […] Les accords […] s'inscrivent […] dans ce vaste système pastoral des Pyrénées qui ne constitua jamais une structure unique, une fédération montagnarde […], mais la juxtaposition conjoncturelle d'accords nord-sud strictement autonomes et aux avantages toujours inégaux ».

## Les lies et passeries à l’époque contemporaine
Il reste au début du XXIe siècle, de part et d’autre de la frontière, des survivances de ces accords portant sur certains territoires indivis. Ainsi, les pâturages du Pays Quint font l’objet d'une clause d’un traité international toujours en vigueur — le traité de Bayonne de 1856 —, reconnaissant à l’Espagne la propriété des terres, d’usufruit français.  Le traité de 1862 consacre l’indivision de sept quartiers de la vallée d'Ossoue entre les vallées de Broto et de Barrèges : « […] Le pâturage des sept quartiers de la montagne d’Ossoue s’affermera aux enchères à Luz, d’accord entre les vallées de Barèges et de Broto, en présence de leurs délégués avec l’intervention de l’autorité compétente et à des conditions absolument égales pour les adjudicataires français et espagnols. Le fermage et les charges de cette propriété seront partagés par moitié entre les deux vallées […] ». La convention additionnelle au traité de délimitation de 1862, signée le 27 février 1863, dispose dans ses articles 8 et 10 relatifs aux territoires de Saint-Mamet et d’Aran, de l’utilisation en franchise des chemins en territoire étranger nécessaires pour rejoindre les pâturages communaux. De même, à l’annexe III de la convention additionnelle du 28 décembre 1858, apparaissent « deux faceries perpétuelles maintenues par le traité », liant Aezcoa, Cize et Saint-Jean-Pied-de-Port pour la première et les vallées de Roncal et de Barétous, en second lieu.
La reconduction des accords de lies et passeries est, depuis 1862, conditionnée à l'approbation du préfet et du gouverneur civil, sans que leur durée ne puisse désormais excéder cinq années ; c’est donc la fin des faceries perpétuelles, à l’exception des deux conventions mentionnées en 1858. Selon Henri Cavaillès, le Pays basque a conservé, sur la partie occidentale des Pyrénées, de « nombreuses conventions de pâturages », sous le nom de « faceries ».
À la fin du XXe siècle, de tels accords existent toujours en Espagne entre vallées navarraises, alors que des rites transfrontaliers sont toujours observés, comme le prouve le tribut des trois génisses remis chaque 12 juillet, déterminé par l'accord de 1375 entre les vallées de Barétous et de Roncal. De même, les réunions quinquennales des pâturages du Roumiga et de la hon Galhego, entre les délégations du syndicat du Bas-Ossau et ceux des villages de la commune espagnole de Sallent de Gállego, rappellent l’accord de 1328 entre les vallées d’Ossau et de Tena.
Une organisation internationale, la commission internationale des Pyrénées qui siège à Bayonne, est, pour une partie de ses travaux, une survivance des anciens parlements pastoraux.

### Les faceries de Navarre

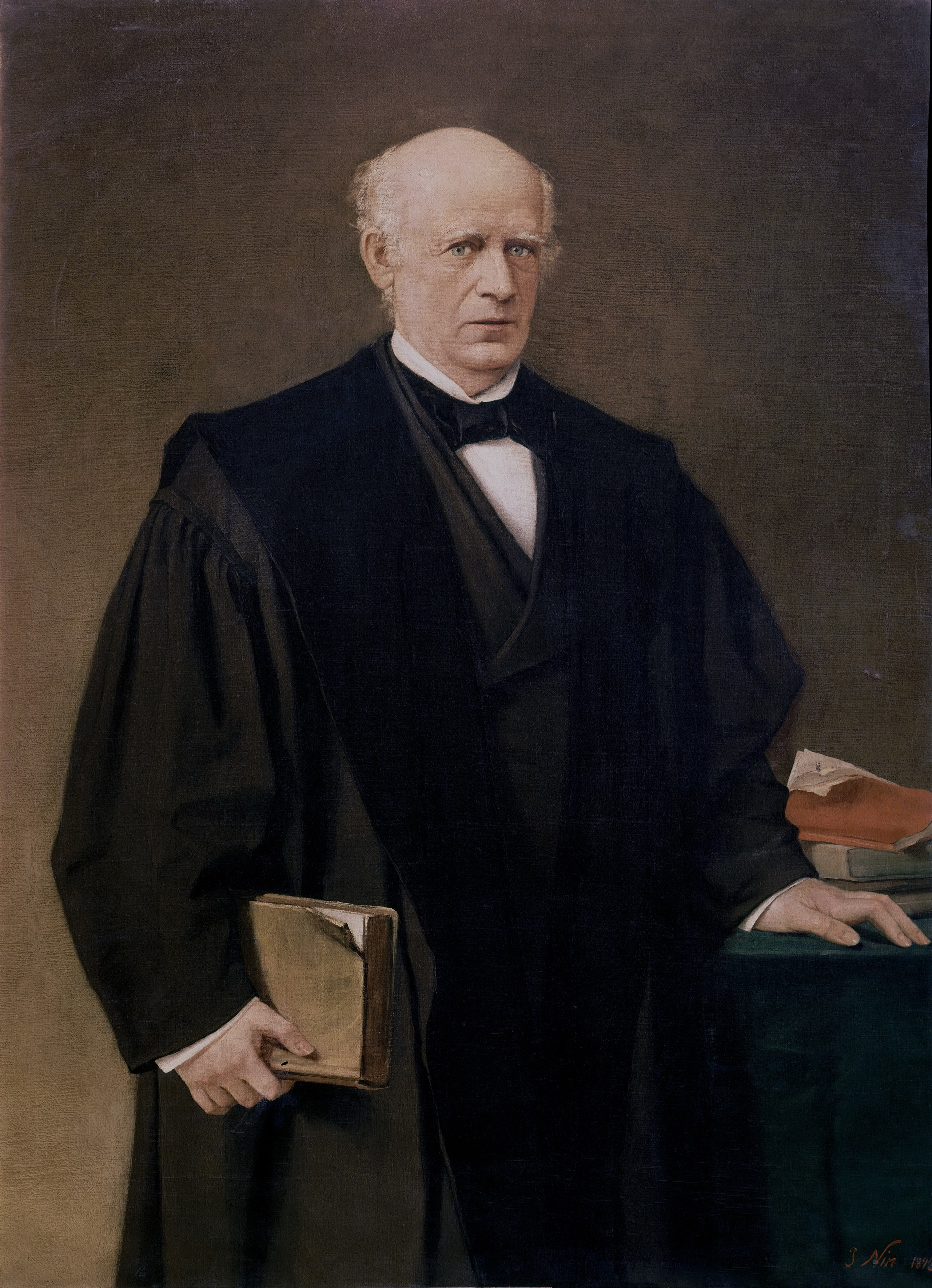
Pascual Madoz, artisan du désamortissement espagnol de 1855.

Le conseil général de Navarre (Diputación foral de Navarra) a publié en 1981 les résultats d’une enquête commencée en 1979 auprès des mairies de la mérindade de la communauté forale ; celle-ci indique qu’une centaine de faceries demeuraient dans cette région à la fin du XXe siècle. Ce nombre est à comparer à celui recensé en 1855, lors de la « vente des biens civils de mainmorte » (desamortización civil menée par Pascual Madoz), alors de 171 faceries.
Le terme facerie s’emploie en Navarre depuis des siècles pour désigner des accords entre deux — ou plus de deux — villages, signés pour régler de manière pacifique des différents portant sur des pâturages situés en limite de territoires,. Cette situation résulte de l’état fréquent de semi-liberté des troupeaux de porcs, de chevaux, de vaches ou de moutons, menés sur des pâturages de montagne communaux. Selon les textes, ces pâtures constituent juridiquement soit une jouissance commune de biens, soit une servitude réciproque. L’ancien fuero de Navarre consacre les chapitres VI et VII de son titre Ier aux faceries. Il distingue le cas des droits de passage des troupeaux sur les terres des villages alliés de « soleil à soleil », de celui des divagations des animaux sans autre restriction que la propriété privée. Ces distinctions sont reprises par le Fuero Nuevo —  ou Compilacíon del derecho privado foral de Navarra, « recueil du droit privé foral de Navarre ».
À ces considérations juridiques s’ajoutent des critères politico-administratifs et géographiques. En termes de géographie politico-administrative, il faut considérer les accords établis entre villages appartenant à des provinces différentes. Les anciens accords entre les villages navarrais et guipuscoans avaient pratiquement disparu à l’époque de l’étude de 1981. Ils consistaient, pour la grande majorité d’entre eux, en des conventions orales consentant la liberté de passage des troupeaux sur les terres communales. C’était le cas des accords entre Lesaca, dans la comarque des Cinco Villas, et Oyarzun, en Guipuscoa, ou encore ceux que conclurent jusqu’en 1802, les villages de la vallée navarraise d’Aria et leurs voisins guipuscoans de Lizarraga, Oreja et Gaztelu ; d’autres accords ont existé au XVIIIe siècle, dont il demeure peu de traces, comme ceux rapprochant l’union d’Amézqueta et de Villafranca à la communauté navarraise d’Aranaz. En revanche, huit faceries étaient toujours actives à la fin du XXe siècle entre des villages navarrais et d’Alava des sierras d’Urbasa-Andía, de Santiago de Lóquiz et de Codés.
En ce qui concerne les critères de géographie physique, on distingue les faceries de montagne —  Navarre pyrénéenne, prépyrénéenne ou comarque d’Estella orientale — de celles de la plaine. Les premières concernent essentiellement une population pastorale et, de manière assez constante, utilisent la ligne de partage des eaux pour définir les territoires des communes concernées ; elles caractérisent ensuite un territoire indivis, objet des contestations, qui peut également échoir au patrimoine foncier de la Couronne en dernier recours.
Les faceries de plaine —  ou « de dessous » (de soto) — sont particulières au sud de la Navarre et plus particulièrement à la dépression de l’Èbre, ainsi qu’aux bassins de Pampelune et de Lumbier. Elles se distinguent par des frontières entre villages déterminées par des cours d’eau, ainsi que par des terres relativement riches ou, tout au moins, irriguées ou inondées de façon régulière. Ces exemples de traités pastoraux sont en recul permanent depuis le XIXe siècle face à la généralisation et à la mécanisation de l’agriculture.
Les pratiques pastorales, et les traités qu’elles ont engendrés, sont confrontées depuis le XIXe siècle à la diminution du nombre de troupeaux, d’ailleurs entretenus à des fins économiques différentes compte tenu de la disparition des conflits et des disettes, ainsi qu’au développement des jachères agricoles et de la revalorisation du bois. La Navarre a néanmoins conservé un grand nombre de faceries, en particulier grâce à l’interprétation locale de la loi de désamortissement des biens civils, promulguée le 1er mai 1855, permettant la conservation du patrimoine communal au lieu d’une privatisation pure et simple.

### Les organes internationaux de régulation

#### La commission internationale des Pyrénées de 1875
La commission internationale des Pyrénées (CIP) fut créée en mai 1875, et, malgré la mise en application de l’accord de Schengen signé en 1985 et la création de l’espace homonyme définitivement en vigueur à partir du traité d'Amsterdam en 1999, elle est toujours active au 1er septembre 2015, soit 140 ans après sa création. Elle siège depuis l’origine à Bayonne.
Plus d’une centaine d’experts et de fonctionnaires se répartissent entre comités techniques et sous-commissions, qui prennent en compte, de manière élargie, les besoins des populations locales ; les discussions de la commission portent désormais — ses prérogatives étaient, depuis 1888, les questions litigieuses qui peuvent surgir sur les limites des deux pays — sur les projets de voirie et de travaux publics, d’agriculture et d’économie, d’équipements hydroélectriques et d’environnement.
Elle se définit elle-même comme une instance de préparation et de négociation : « instituée dans le but de parer à des nécessités reconnues et diplomatiquement constatées par l’Espagne, aussi bien que par le Gouvernement de la République, elle épargne aux deux cabinets de laborieuses négociations en préparant sur place la solution de conflits d’intérêts dont le règlement à distance par le pouvoir central de l'un et de l’autre pays ne pourrait s’opérer sans donner lieu à d'interminables enquêtes préjudiciables à la prompte expédition des affaires en dehors des pertes de temps matérielles, elle évite de fâcheuses méprises aux deux gouvernements en leur permettant de profiter de l’expérience personnelle d’hommes familiers avec les principes d’une bonne administration aussi bien qu’avec les habitudes locales et les intérêts des populations […] ».
Cette commission est à l’origine de l’accord du 4 mai 1899 définissant des sauf-conduits dont doivent se munir les frontaliers menant leur troupeau au pâturage dans le territoire de l’État voisin. Il est alors question de guides, acquits à caution ou de passes. Un Ordre royal espagnol du 2 mars 1913 et, du côté français, un Ordre royal datant du 18 novembre 1920 préciseront les conditions locales d’application de l’accord de 1899. Ces décrets sont suivis de décisions de la direction générale des douanes, comme celle du 2 juin 1932 renforçant les formalités, ou celle du 27 janvier 1949 règlementant les concessions de guides faites aux bergers du nord des Pyrénées.

#### La communauté de travail des Pyrénées de 1983
La première conférence des régions pyrénéennes s’est tenue du 8 au 10 juillet 1982 à Jaca et Oloron-Sainte-Marie. Elle réunissait 250 délégués des régions et communautés d’Andorre, Aquitaine, Aragon, Catalogne, Languedoc-Roussillon, Midi-Pyrénées, Navarre et Pays basque. Elle faisait suite à une initiative de l’Assemblée parlementaire du Conseil de l'Europe. La conférence réaffirmait la volonté d’« associer les Pyrénées au processus d’unification européenne en encourageant la coopération transfrontalière régionale et locale dans la région pyrénéenne ». La Déclaration finale de Jaca, outre l’intérêt manifesté pour la préservation et le développement des ressources naturelles, de l’activité agricole, de la sylviculture, de l’artisanat, du commerce et du tourisme, souhaitait que « les deux gouvernements concernés étudient dans les plus brefs délais l’opportunité de signer, et d’engager les procédures parlementaires de ratification de cette convention » concernant les traités.
La communauté de travail des Pyrénées est créée le 4 novembre 1983, par la signature des représentants des différentes régions et communautés autonomes pyrénéennes, auxquels s’ajoutent ceux d’Andorre. Outre une présidence, l’organisation prévoit un conseil qui se réunit au moins une fois l’an en session plénière et des organismes techniques ad hoc.
Selon Maximilliano Bernad Alvarez de Eulate, l’efficacité de la coopération transfrontalière pyrénéenne, au travers de l’action de la communauté de travail, semble souffrir de sa politisation, ne répondant pas à « une politique décidée de bon voisinage basée sur un vrai programme, mais plutôt à l’impulsion de certaines personnalités et d’autres à certains besoins concrets ».

## Les relations de voisinage dans le droit international moderne - Le cas des lies et passeries pyrénéennes
Le droit international s’est emparé de ce concept, dès lors qu’il interagit sur la notion de frontière entre États. « [Cette matière] est importante pour la vie quotidienne, car son bon règlement permet d’éviter des frictions qui, pour minimes qu’elles soient dans la plupart des cas, sont, en raison de leur multiplicité et fréquence susceptibles d’envenimer sérieusement les rapports internationaux […] ». La coopération entre États limitrophes s’impose pour résoudre les différends frontaliers, dont les lies et passeries sont un moyen toujours reconnu par les négociateurs : « les frontières placent en effet les peuples face à face et les obligent à établir entre les régions frontalières une osmose par les biais d’innombrables relations de voisinage, voisinage qui n’est pas susceptible d’être remis en question […] ».
Les relations de voisinage concernent généralement une zone qui s’étend de dix à vingt kilomètres de part et d’autre de la ligne frontalière. Les accords frontaliers, outre les accords d’ordre général, concernent également ceux relatifs à des « espaces limités ». Ces derniers « figurent comme protocoles additionnels à certains traités de paix ou généraux de limites […] ».
Pour ce qui est des Pyrénées, la déclaration de Jaca du 7 mars 1980, annonciatrice de la volonté de création de la communauté de travail des Pyrénées, affirme que les régions signataires — la diputación general d’Aragon, le conseil général des Pyrénées-Atlantiques et celui des Hautes-Pyrénées — « ont travaillé depuis longtemps pour développer les relations de bon voisinage afin de trouver des solutions permanentes permettant d’accoster de telles relations et de faciliter la coopération que leurs intérêts naturels et communs demandent ».
La jurisprudence internationale, à la suite de la sentence rendue en 1929 par la Cour permanente de justice internationale (CPJI) dans l'affaire des emprunts serbes,, reconnait la possibilité qu’ont les États de conclure, ou de laisser conclure, de tels accords. Selon Paillard-Ducléré, ces conventions étaient maintenues dans les grands traités européens, tel ceux d’Utrecht en 1713.
Les accords de pâturage constituent, avec ceux conclus dans le domaine de la pêche, la motivation la plus ancienne d’une coopération transnationale entre la France et l’Espagne. C’est à partir du traité du 27 août 1785 — dit traité des limites ou d'Elizondo — que la France et l’Espagne règlementent ces accords, qui sont un « droit concédé par un État aux propriétaires et aux bergers d’un État voisin, fondé sur les coutumes ou sur les accords […] ». Ce traité, s’il supprime les faceries, « nuisibles pour la paix », autorise, dans son article 5, « […] les frontaliers de l’une et de l'autre nation [à] affermer leurs pacages, non seulement aux habitants de leur domination, mais encore à ceux de la nation voisine […] » sous réserve qu’ils n’aliènent pas les droits territoriaux de la frontière, que les durées des conventions n’excèdent pas une année et qu’elles soient soumises à l’approbation de l’autorité administrative dont relève chacune des vallées. Des annexes successives fixent définitivement au cours du XIXe siècle le cadre législatif de la gestion des pâturages impliquant des relations transfrontalières. Pour la Navarre et le Pays basque par exemple, il s’agit en particulier des dispositions du traité du 2 décembre 1856, des annexes du 28 décembre 1858 et de l’acte additionnel du 26 mai 1866.
Ces dispositions se répartissent en deux groupes, l’un traitant de la conclusion d’accords et l’autre de la réglementation des usages des pâturages. L’article 14 du traité des limites envisage le développement à venir des relations de voisinage, en même temps qu’il reconnaît la dimension internationale des activités des communes frontalières. Celles-ci se voient en effet confirmer la faculté « de conclure des contrats de pâturages ou autres qui pourraient aller dans le sens de leurs intérêts et des bonnes relations de voisinage ».
L’article 15, quant à lui, consacre la partition des deux versants du territoire des Aldudes : pour les habitants de Baïgorry la « jouissance exclusive et perpétuelle des pâturages » du versant septentrional, « en vertu d’une location annuelle de huit mille francs » — cette rente est régulièrement actualisée ; pour la période 1988-1990, elle s’élevait à 344 000 francs ; pour Baïgorry, mais pour 15 ans seulement, la jouissance des estives du versant méridional, « en union avec les Espagnols ».
Comme indiqué précédemment, deux faceries perpétuelles sont conservées. Il s’agit de la convention entre Aezcoa, Cize et Saint-Jean-Pied-de-Port et de celle liant Roncal et Baretous. Certaines dispositions de l’annexe V du traité des limites, relative aux saisies de bétail, se retrouvent de façon assez similaire dans le traité des limites signé entre l’Espagne et le Portugal en 1864.
Le traité des limites de 1856 est donc le socle de l’analyse des traités de lies et passeries au travers du prisme du droit international. Ce traité régularise les anciens accords, il précise le champ d’application — à savoir, l’utilisation des pâturages et des eaux frontalières — et il consacre le droit des communes frontalières à « conclure toutes sortes d’accords profitables à leurs intérêts et aux relations de bon voisinage ».
Dans le cadre européen, les relations transfrontalières en matière de pâturage consacrées par des accords restent rares. Néanmoins la convention du 2 juin 1953 entre l’Italie et la Suisse consacre un article à une préoccupation analogue, tout comme précédemment, l’accord de 1864 entre l’Espagne et le Portugal.
L'analyse de la pratique montre que l’objet des contrats frontaliers pyrénéens dépasse l’exploitation des pâturages et les mots « contrats de facerie » ne sont pas regardés comme exclusifs d’une convention de pacage. Dès le 31 mars 1859, les communes d’Irun, Fontarrabie, Biriatou, Hendaye et Urrugne signaient une facerie propre au règlement de la pêche dans la Bidassoa, se référant au contrat des limites de 1856.
Plus près de nous, le contrat de 1981 portant sur l’adduction d'eau entre les communes d’Hendaye et d’Irun est lui aussi un exemple de facerie, utilisant le cadre fixé par le traité des limites. Comme l’indique Antonio Remiro Bretons :  « [ces dispositions] donnent sujet à une notion extensive et constamment renouvelable de la facerie […] ».

## Pour approfondir